# ريكاردو رودريغيز (تنس)
ريكاردو رودريغيز (بالإسبانية: Ricardo Rodríguez-Pace) مواليد 28 أبريل 1993 في كاراكاس، هو لاعب كرة مضرب فنزويلي يلعب باليد اليمنى. أعلى تصنيف له في الفردي كان المركز الـ 282 في سنة 2014.بدأ لعب كرة المضرب في سن السابعة. وبدأ مشاركته في بطولات المحترفين سنة 2008.

## روابط خارجية
- ريكاردو رودريغيز على موقع رابطة محترفي التنس (الإنجليزية)
- ريكاردو رودريغيز على موقع الاتحاد الدولي لكرة المضرب (الإنجليزية)
- ريكاردو رودريغيز على موقع كأس ديفيز (الإنجليزية)
- ريكاردو رودريغيز على موقع خلاصة التنس.كوم (الإنجليزية)
- ريكاردو رودريغيز على موقع أوليمبيديا (الإنجليزية)